# Isola nel Kantiere
L'Isola nel Kantiere, conosciuto anche semplicemente come Isola, è stato un centro sociale occupato di Bologna attivo tra la fine degli anni '80 e i primi anni '90.

## Storia
Nato nell'agosto del 1988 in un'ala in ristrutturazione dell'Arena del Sole (teatro bolognese) presso il numero 8 della piazzetta San Giuseppe, l'Isola nel Kantiere è stata una delle culle dell'hip hop italiano: qui è nata prima di tutto l'Isola Posse All Stars guidata da Speaker Dee Mo e Deda, autore di Stop al panico. Inoltre, dall'esperienza del centro sociale bolognese - ritenuto da Serafino D'Onofrio e Valerio Monteventi "il più avanzato laboratorio di sperimentazione dell'hip hop e del rap italiano" fanno il loro debutto sul palco gruppi come Sud Sound System, Sangue Misto e Arresto Cardiaco, ed artisti solisti come Speaker Dee Mo, Neffa, Deda, Gopher D, Papa Ricky e DJ Rodriguez.
Dall'Isola nascerà nel 1993 il Link Project, noto semplicemente come Link, locale con quattro sale per concerti all'interno di un ex magazzino nei pressi del Mercato ortofrutticolo e il CSOA Pellerossa situato in Piazza Verdi.
(Speaker Dee Mo, Spazi di comunione: Isola nel Kantiere, Noisey, 2015)
Vari artisti hanno riconosciuto l'influenza dell'Isola sulla loro attività; secondo Emidio Clementi l'Isola ha rappresentato un'esplosione di creatività, è stata un'esperienza potente e dirompente, era un fermento continuo, inarrestabile. Il personaggio Antò Lu Purk, uno dei protagonisti di La guerra degli Antò, tratto dal libro di Silvia Ballestra ha origine da una storia ambientata all'Isola.
L'Isola fu sgomberata definitivamente dalle forze dell'ordine nel settembre del 1991.